# 约翰·贝内加斯
约翰·贝内加斯（西班牙語：Johan Venegas，1988年11月27日—），哥斯达黎加男子足球运动员，司职边锋。他曾代表哥斯达黎加国家队参加2018年和2022年国际足联世界杯，两届比赛均止步小组赛阶段。